# Handsken, Nyland
Handsken är en ö i Finland. Den ligger i Finska viken och i kommunerna Kyrkslätt och Sjundeå i landskapet Nyland, i den södra delen av landet. Ön ligger omkring 37 kilometer väster om Helsingfors.
Öns area är 0,7 hektar och dess största längd är 180 meter i sydöst-nordvästlig riktning. Närmaste större samhälle är Kyrkslätt, 11,4 km nordost om Handsken.